# Bangsia aureocincta
Tangará-de-anel-dourado ou saíra-de-brincos-dourados (Bangsia aureocincta) é uma espécie de ave da família Thraupidae.
É endémica da Colômbia.
Os seus habitats naturais são: regiões subtropicais ou tropicais húmidas de alta altitude.
Está ameaçada por perda de habitat.